# Efeb

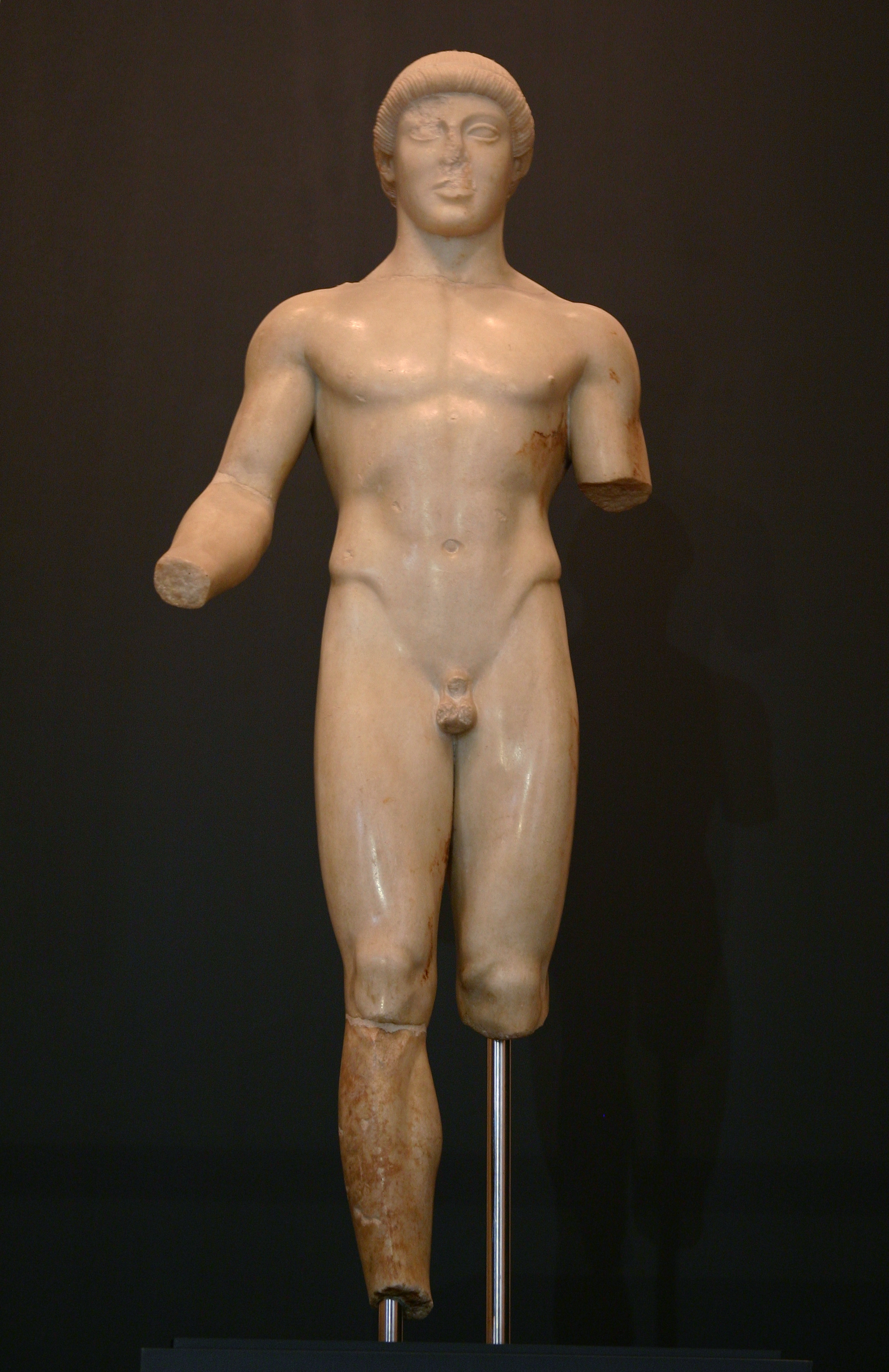
En staty på museet i Agrigento på Sicilien.

Efeb (av grekiska epi-, 'invid' och hebe, 'ungdomsålder', 'manbarhet') kallades i dagligt tal i antikens Grekland ynglingar från femton till tjugo års ålder.
I Aten var efeb i statsborgerlig mening liktydigt med myndighetsåldern, vilken inträdde vid slutet (enligt andra redan vid början) av det artonde levnadsåret. Sedan de unga männens åldersgrad och borgerliga härkomst blivit lagligen styrkta, skrevs de in i den allmänna medborgarlistan och utbildades under ett års tid i vapenföring och andra kroppsövningar. Efter detta års slut genomgick de mönstring inför folket och beväpnades med spjut och sköld. Sannolikt var det först vid detta tillfälle (och inte vid efebtidens början), som de i Aglauros helgedom avlade sin värnpliktsed. Under ytterligare ett års tid hade de sedan att fullgöra ett slags rekryttjänst och var för detta ändamål förlagda i landets gränsfästningar.
Från slutet av fjärde århundradet f.Kr. inträdde i efebernas ställning efter hand stora förändringar. De bildade ett slags kadettkår för välbärgade ynglingar, där inträdet var frivilligt och inte bundet vid något visst åldersår och under vissa förhållanden öppet även för icke-atenare. Efebtiden var åtminstone under vissa tider endast ettårig. Under en viss uppsikt från statens sida fick efeberna gemensam utbildning, vilken omfattade, förutom vapenföring och andra kroppsliga idrotter, även filosofi, vältalighet, litteratur och musik.